# CA-30 (軍用車両)
解放 CA-30は、中国人民解放軍が広く運用する軍用トラックである。
ソ連のZIL-157のライセンス生産であり、ソ連製のZIL-157のように丸いフェンダーではなく正方形のフェンダーを備えている｡

## 運用国

### かつて運用していた国
- 中華人民共和国
- 民主カンプチア[1]